# Daphne Koller

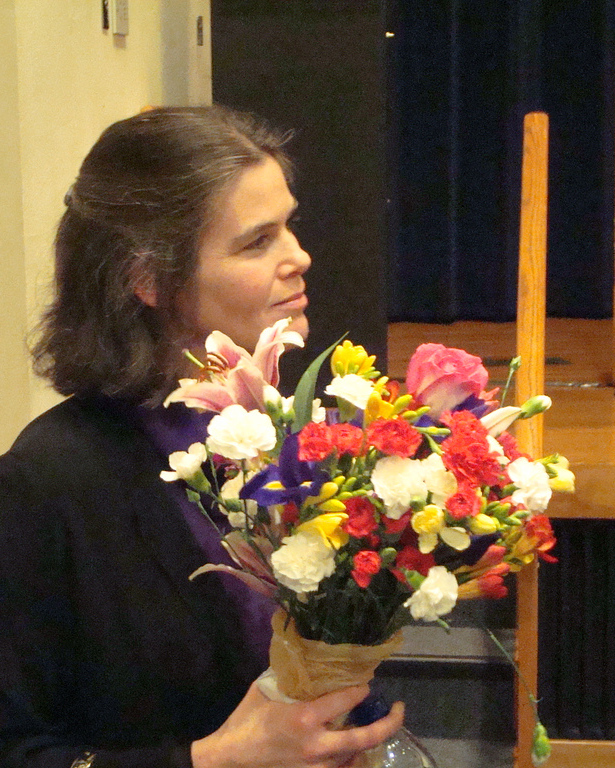
Daphne Koller (2009).

Daphne Koller (Jerusalén, 27 de agosto de 1968) es una profesora israelo-americana del Departamento de Informática de la Universidad de Stanford, ganadora de una beca MacArthur. Es también una de las fundadoras de Coursera, una plataforma de educación en línea. Su principal objeto de estudio es la inteligencia artificial y sus aplicaciones en la biomedicina. Koller publicó un artículo en 2004 en la revista de tecnología del MIT titulado "10 Emerging Technologies That Will Change Your World", tratando sobre el aprendizaje automático, lo que en inglés se denomina Bayesian machine learning.

## Biografía
Se graduó en 1985 -a los 17 años- en la Universidad Hebrea de Jerusalén, y al año siguiente obtuvo un máster en la misma universidad.
Se doctoró en la Universidad de Stanford en 1993 bajo la supervisión de Joseph Halpern, quien después de su investigación posdoctoral en la Universidad de California en Berkeley (1993 a 1995) se incorporó al Departamento de Informática  de Stanford en 1995. Ganó una beca MacArthur Company en 2004. Fue escogida miembro de la Academia Nacional de Ingeniería en 2011 y de la Academia Americana de las Artes y las Ciencias en 2014. En abril de 2008, recibió el primer premio  de la Fundación ACM-Infosys, dotado con 150.000$.
En 2009 publicó un libro de modelos de Grafos junto con Nir Friedman. Ofreció un curso libre en línea sobre este tema en febrero de 2012.
Daphne Koller y Andrew Ng, un compañero suyo de Stanford, profesor de informática del laboratorio de inteligencia artificial, lanzaron la plataforma Coursera el 2012.